# Zavadka, Kaluș
Zavadka (în ucraineană Завадка) este localitatea de reședință a comunei Zavadka din raionul Kaluș, regiunea Ivano-Frankivsk, Ucraina.

## Demografie
Componența lingvistică a localității Zavadka
     Ucraineană (99,6%)
     Alte limbi (0,34%)
Conform recensământului din 2001, majoritatea populației localității Zavadka era vorbitoare de ucraineană (99,6%), existând în minoritate și vorbitori de alte limbi.